# 杉森此馬
杉森 此馬（すぎもり このま、1858年(安政5年)3月25日 - 1936年）は、日本の教育者。

## 経歴
柳河藩納戸役杉森憲正の長男として、柳川奥州町に生まれる。妹のシカは杉森女紅会（現・杉森高等学校）の創立者、日本郵船社長を務めた白仁武は従兄弟。
1874年熊本洋学校に入学、在学中はL.L.ジェーンズから英語を学んでいる。1877年柳河師範学校を経て、1884年東京一致英和学校（後の明治学院）高等普通学科を卒業し、英和予備校英文解釈教員となる。
1885年明治学院助教授、1890年同教授となり、1894年福岡県立尋常中学修猷館教諭、1896年茨城県尋常中学校教諭、1897年山口高等学校教授、1898年第四高等学校教授を経て、1902年新設された広島高等師範学校教授に就任。1903年12月から1906年2月にかけて、文部省により英国および米国に派遣され、英国では、オックスフォード大学で、英語音声学者ヘンリー・スウィート、英文学者ウォルター・ローリー、同エルネスト・ド・セリンクールの講義を受講している。帰国後、広島高等師範学校の英語教員養成の基礎をつくった。
1913年旅順工科学堂教授に就任し、同校が旅順工科大学となると予科教授に就任する。
日本に英語の音声教育を導入した一人とされる。